# Hexaoxotricyklobutabenzen
Hexaoxotricyklobutabenzen je chemická sloučenina, kterou lze považovat ža šestinásobný keton tricyklobutabenzenu (tedy za organickou sloučeninu) i za oxid uhlíku (tedy anorganickou sloučeninu).
Tato látka byla detekována v roce 2006 pomocí 13C NMR.